# 统一左翼
统一左翼（法語：Gauche unitaire）是法国的一个已不存在的左翼政党。该党成立于2009年3月14日，由新反资本主义党的一些成员建立，他们对新反资本主义党多数派拒绝与法国共产党领导的左翼阵线结盟这一行为不满。它的意识形态是反资本主义、民主社会主义。它的领导人是Christian Picquet。该党是欧洲左翼党成员和第四国际常驻观察员。该党曾经参加左翼阵线，后于2014年退出。2015年9月8日，该党并入法国共产党。